# Península de Macao
La península de Macao es la parte más antigua y poblada de Macao. Tiene un área de 8.5 km² y geográficamente está conectada con la provincia de Guangdong, al noreste a través de un istmo de 200 m de anchura. La península, junto con el centro de la ciudad de Zhuhai, está situada en una isla separada del continente por distributarios del río de las Perlas. Las Portas do Cerco (en chino tradicional, 關閘) se erigieron en la parte norte del istmo. Al sur la península está conectada con la isla de Taipa por medio de tres puentes: el Puente de Amizade; el Puente Gobernador Nobre de Carvalho y el Puente Sai Van. El eje más largo tiene una longitud de 4 km desde Portas do Cerco hasta el borde suroeste, Barra (媽閣嘴). Hay dos puertos: Porto Interior (內港) y el Porto Exterior (外港) al este. La colina Guia, de 93 m de altura, es el punto más alto de la península, que, de promedio está a una altitud de entre 50 y 75 m. El centro histórico de Macao, situado íntegramente en la península de Macao, se convirtió en Patrimonio de la Humanidad en 2005.

## Freguesias
La península se corresponde con el histórico Municipio de Macao, dividido en 5 regiones, denominadas freguesias, que carecen de autoridad:

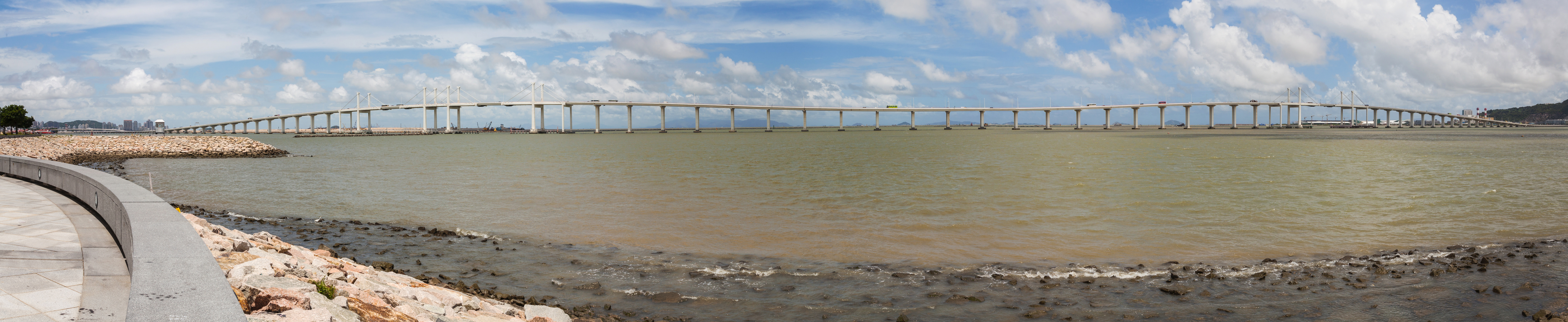
Vista panorámica del Ponte de Amizade (Puente de Amistad) de 4,7 km de longitud que une la península de Macao (a la izquierda) con la isla de Taipa (a la derecha).

| Freguesia | Freguesia                               | Área (km²) (2013) | Población (2013) | Densidad (/km²) |
| --------- | --------------------------------------- | ----------------- | ---------------- | --------------- |
|           | Nossa Senhora de Fátima (花地瑪堂區)    | 3,2               | 237.500          | 74.218          |
|           | Santo António (花王堂區 / 聖安多尼堂區) | 1,1               | 129.800          | 118.000         |
|           | São Lázaro (望德堂區)                   | 0,6               | 33.100           | 55,166          |
|           | Sé (大堂區)                             | 3.4               | 52,200           | 15,352          |
|           | São Lourenço (風順堂區 / 聖老愣佐堂區)  | 1,0               | 51.700           | 51.700          |